# جون ألين (رجل أعمال)
جون ألين (بالإنجليزية: John Allen)‏ هو شخصية أعمال أمريكي، ولد في 17 مايو 1797 في مقاطعة أوغوستا في الولايات المتحدة، وتوفي في 11 مارس 1851.